# شعيرة

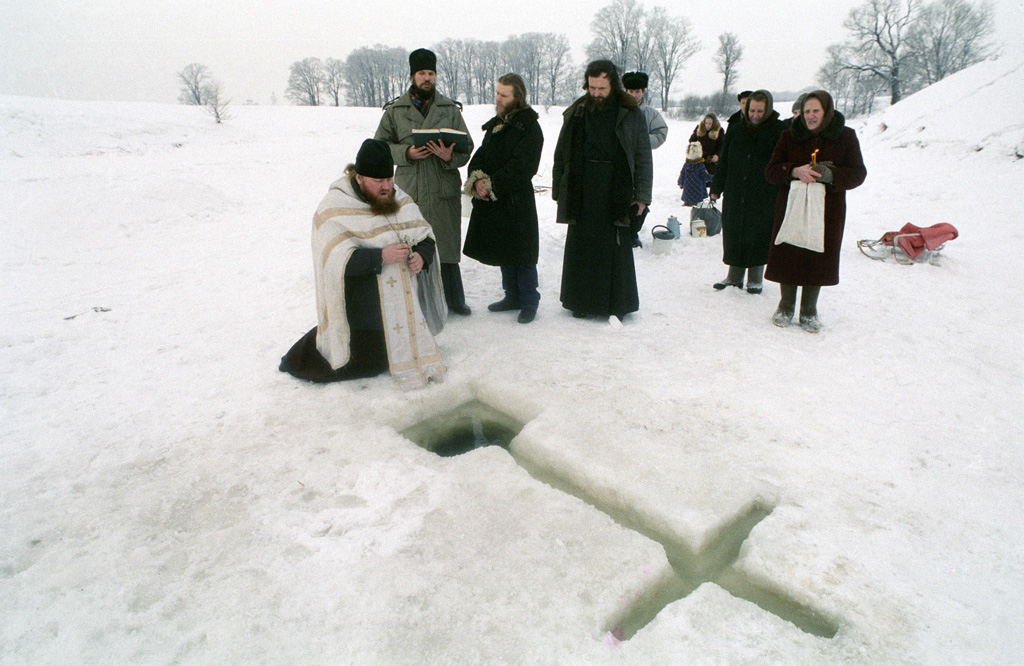

الشعيرة هي مجموعة من الأفعال لها دلالة رمزية وتؤدى على فترات زمنية محددة أو في مناسبات خاصة.
في الغالب، الشعائر ترمز إلى دلالات دينية.